# Kurszembał
Kurszembał (ros. Куршембал) – wieś (dieriewnia) w Rosji, w Mari El, w rejonie wołżskim. W 2010 liczyła 103 mieszkańców.